# Comuna Orlivka, Prîmorsk
Orlivka (în ucraineană Орлівка) este o comună în raionul Prîmorsk, regiunea Zaporijjea, Ucraina, formată din satele Orlivka (reședința) și Rainivka.

## Demografie
Componența lingvistică a comunei Orlivka
     Rusă (72,1%)
     Bulgară (17,56%)
     Ucraineană (9,48%)
     Alte limbi (0,4%)
Conform recensământului din 2001, majoritatea populației comunei Orlivka era vorbitoare de rusă (72,1%), existând în minoritate și vorbitori de bulgară (17,56%) și ucraineană (9,48%).